# Pokarekare Ana
Pokarekare Ana is een traditioneel volksliedje uit Nieuw-Zeeland. De vermoedelijke schrijver van het lied is Paraire Tomoana. Het lied is geschreven in Maori, de taal van de Maori's.
Het lied is geschreven rond de tijd, dat de Eerste Wereldoorlog begon, zo rond 1914. Tomoana herschreef het lied in 1917 en publiceerde het in 1921. Het lied werd in Nieuw-Zeeland populair gemaakt door de Maori, die aan het trainen waren voor de oorlog in Europa.
Het lied is in Nieuw-Zeeland zeer populair en het wordt ook wel het onofficiële nationale volkslied genoemd. Het lied kreeg in 2003 extra aandacht, toen Hayley Westenra het lied ten gehore bracht op het album Pure.

## Songtekst
Pokarekare ana

Nga wai o Waiapu

Whiti atu koe hine

Marino ana e

E hine e

Hoki maira

Kamate au

-i te aroha e

Tuhituhi taku rita

Tuku atu taku ringi

Kia kiti to iwi

Raru raru ana e